# جاستن غليسون
جاستن غليسون (بالإنجليزية: Justin Gleeson)‏ هو كاتب عدل ‏ ومحام بالقضاء العالي ومحاضر أسترالي، ولد في 9 أبريل 1961 في سيدني في أستراليا.